# 金相賢 (1904年生の政治家)
金 相賢（キム・サンヒョン、朝鮮語: 김상현、1904年11月6日 - 1982年10月）は、大韓民国の政治家。第2・3代韓国国会議員。

## 経歴
全羅北道（現・全北特別自治道）茂朱郡出身。水原高等農林学校（現・ソウル大学校）卒。商工部中央商工奨励館長、自由党所属の国会議員を務めた。